# Jozef Gregor-Tajovský
Jozef Gregor, mai cunoscut ca Jozef Gregor-Tajovský, (n. 18 octombrie 1874, Tajov, Comitatul Zvolen, Slovacia – d. 20 mai 1940, Bratislava, Republica Slovacă) a fost un autor de proză și teatru, poet, profesor și politician slovac.

## Biografie
Tajovský s-a născut în familia unui cizmar, care avea mai mulți copii, dar și-a petrecut cea mai mare parte a copilăriei la bunicii săi. Între 1886 și 1889 a frecventat școala în orașul învecinat, Banská Bystrica, apoi și-a continuat studiile între anii 1889 și 1893 la o instituție de formare a profesorilor din Kláštor pod Znievom. Aici a început să scrie primele sale opere literare.
După absolvire, a început să lucreze ca profesor și, în primii ani, a predat la Banská Bystrica. Apoi, până în 1898, a predat în localități precum Horná Lehota, Kolárovice, Dohňany, Lopej, Pohorelá și Podlavice. Motivul acestei schimbări a fost convingerea sa națională și opoziția față de politica de maghiarizare a autorităților statale și bisericești ungare din acea perioadă. Din acest motiv, a renunțat la predare și a studiat între anii 1898 și 1900 la o academie economică din Praga. După aceasta, a devenit funcționar la Vidiecka ľudová banka (Banca Populară Rurală) și Tatra banka, fiind în același timp redactor la Ľudové noviny (Ziarul Poporului). În 1907 s-a căsătorit cu Hana Lilgová (*1885; †1958) la Nădlac (pe atunci Nagylak în Ungaria), care activa în domeniul literaturii sub numele de Hana Gregorová. În 1912 a fost ales vicepreședinte al Partidului Național Slovac și, după izbucnirea Primului Război Mondial, a fost redactor al ziarului Národný hlásnik pentru o perioadă scurtă de timp. În 1915 a fost mobilizat ca soldat pe frontul de est, dar a dezertat din armata austro-ungară. A luptat alături de soldați cehoslovaci și în 1917 s-a înrolat în Legiunile Cehoslovace în Rusia, unde a ajuns la gradul de căpitan.
După Primul Război Mondial, s-a întors în nou-formata Cehoslovacia, prin Statele Unite, în 1919, și s-a stabilit mai întâi la Martin, apoi la Bratislava, unde a lucrat ca șef al unui birou al legionarilor. În 1925, a fost pensionat ca locotenent-colonel al Armatei Cehoslovace și s-a dedicat în totalitate literaturii. Împreună cu soția sa, a sprijinit tinerii autori slovaci.
Tajovský a murit la Bratislava în 1940 și a fost înmormântat în orașul său natal, Tajov.

## Opera
Jozef Gregor Tajovský este considerat un reprezentant al realismului slovac. În operele sale sunt descrise destinul și viața poporului slovac, problemele acestuia, dar și aspectele morale. De multe ori, este prezentată și regiunea sa natală, cu accent pe teme sociale, politice și societale actuale. Pe lângă critica dură a condițiilor sociale, Tajovský utilizează adesea și umorul.
A scris în special proză și piese de teatru, mai rar nuvele și articole de gazetă, inclusiv câteva articole politice. A realizat și o serie de traduceri din literatura rusă (A.P. Cehov, L.N. Tolstoi).

## Proză
- 1893 - Na mylných cestách (Pe drumuri înșelătoare), debutul în proză
- 1896 - Čarodejné drevo (Copacul magic)
- 1896 - Starého otca rozpomienky (Amintirile bunicului)
- 1896 / 1900 - Rozprávky pre ľud (Povești populare)
- 1897 - Ferko
- 1897 - Rozpomienka (Amintire)
- 1897 - Omrvinky (Firimituri)
- 1897 - Z dediny (Din sat)
- 1898 - Jastraby (Șoimi)
- 1900 - Rozprávky (Povești)
- 1901 - Úžerník a iné články (Cămătarie și alte articole)
- 1902 - Mládenci (Tineri)
- 1903 - Maco Mlieč
- 1903 - Apoliena
- 1904 - Nové časy (Vremuri noi)
- 1904 - Besednice (Foiletonul)
- 1907 - Smutné nôty (Note triste)
- 1908 - Mamka Pôstková
- 1909 - Horký chlieb (Pâine amară)
- 1909 - Na chlieb (Pentru pâine)
- 1909 - Mišo
- 1910 - Umrel Tomášik (Tomášik a murit)
- 1910 - Lacná kúpa a predsa draho padla! (O achiziție ieftină, dar totuși scump plătită!)
- 1910 - Spod kosy (De sub coasă)
- 1911 - Tŕpky
- 1911 - Jano Mráz
- 1911 - Kosec Môcik (Cosașul Môcik)
- 1912 - Slovenské obrázky (Imagini slovace)
- 1918 - Malý slovenský zemepis (Mică geografie slovacă)
- 1919 - Prvý máj (Prima zi de mai)
- 1919 - Rozprávky z Ruska (Povești din Rusia)
- 1920 - Na front a iné rozprávky (Pe front și alte povestiri)
- 1920 - Rozprávky o československých légiách v Rusku (Povești despre Legiunile Cehoslovace din Rusia)

## Teatru
- 1896 - Anička (Anička), piesă de teatru (nepublicată)
- 1898 - Sľuby (Promisiuni), piesă de teatru
- 1898 - Konačka (Konačka), piesă de teatru (nepublicată)
- 1898 - Jej budúci (Viitorul ei), piesă de teatru (nepublicată)
- 1899 - Námluvy (Logodne), piesă de teatru (nepublicată)
- 1900 - Ženský zákon (Legea femeilor), piesă de teatru
- 1901 - Nový život (Viață nouă), dramă
- 1903 - Medveď (Ursul), dramă
- 1906 - Matka (Mamă)
- 1909 - Statky-zmätky (Proprietăți și haos), piesă de teatru
- 1911 - V službe (În slujbă), piesă de teatru
- 1911 - Hriech (Păcat), dramă
- 1912 - Tma (Întuneric) (inițial Medzník, 1907)
- 1915 - Tragik z prinútenia (Tragedie din constrângere), dramă
- 1915 - Jubileum (Jubileu), dramă
- 1922 - Sova Zuza (Bufnița Zuza), piesă de teatru cu păpuși
- 1923 - Smrť Ďurka Langsfelda (Moartea lui Ďurko Langsfeld), piesă de teatru istorică
- 1930 - Jej prvý román (Primul ei roman), comedie
- 1934 - Blúznivci (Visători), piesă de teatru istorică
- 1934 / 1935 - Sokolská rodina (Familia Sokol), comedie (nepusă în scenă)
- 1938 - Hrdina (Erou), piesă de teatru istorică

## Publicistică
- 1914 - Výklad programu Slovenskej národnej strany (Explicarea programului Partidului Național Slovac)
- 1917 / 1918 - Vojna a mier (Război și pace)
- 1918 - Malý kultúrny zemepis Slovenska 1-2 (Mică geografie culturală a Slovaciei, părțile 1 și 2)
- 1919 - O samospráve Slovenska (Despre autonomia Slovaciei)
- 1919 - Malý kultúrny zemepis východného Slovenska (Mică geografie culturală a Slovaciei de Est)

## Comemorări
Un teatru din Zvolen, unele instituții de învățământ din Slovacia și România (Nădlac), precum și străzile din mai multe orașe slovace poartă numele lui Jozef Gregor Tajovský. O casă memorială este dedicată scriitorului în orașul său natal, Tajov.